# 호흡
| 장기               | 산소 소비량 (ml O2/분: 100g 당) |
| ------------------ | ------------------------------- |
| 심장 (휴식)        | 8                               |
| 심장 (극심한 운동) | 70                              |
| 뇌                 | 3                               |
| 콩팥               | 5                               |
| 피부               | 0.2                             |
| 휴식 중인 골격근   | 1                               |
| 수축 중인 골격근   | 50                              |

호흡(呼吸)은 일반적으로 활물이 체내에 산소를 아들이고 이산화탄소를 배출하는 생명 활동이다.

## 개요
생물은 소화와 흡수로 얻은 물질을 산화시켜 생명 활동에 필요한 에너지를 얻는다. 산화에는 산소가 필수 요소이므로 생물은 호흡을 통해 산소를 체내 또는 세포로 받아들인다. 효모와 같은 일부 미생물은 산소가 없는 상태에서도 주위의 당분과 같은 물질을 이용하여 호흡할 수 있는데 이를 무산소 호흡이라 한다.
세포 단위에서 이루어지는 호흡을 내호흡이라 하며 미토콘드리아에서 산소를 받아들여 영양분을 산화시켜 에너지를 얻는다. 이때 발생한 에너지는 ATP에 저장되어 사용된다. 고등생물은 몸 안으로 산소를 받아들이고 이산화탄소를 배출하는 역할을 전담하는 호흡 기관이 있다. 수생 동물의 경우 아가미가 이에 해당하며 육상 생물은 허파가 이에 해당한다.

## 외호흡

인간의 호흡운동

허파나 아가미와 같은 호흡 기관에서 이루어지는 기체 교환을 외호흡이라 한다. 외호흡은 호흡운동을 통해 공기나 수중의 산소를 체내로 받아들이고 이산화탄소를 몸 밖으로 배출하는 생명활동이다. 인간의 경우 횡격막과 내-외 갈비사이근의 운동으로 허파에 공기를 받아들이고 이산화탄소를 배출한다. 보통 1분에 15 - 18회의 호흡이 이루어지며 한 번에 받아들이는 공기는 약 500ml이다. 건강한 성인 남자의 경우 최대 폐활량은 약 4,800 ml에 이른다.

## 내호흡
세포 안에서 일어나는 내호흡은 포도당의 해당 과정 등에서 나온 에너지를 ATP에 저장하는 과정이다. 내호흡의 과정은 해당 과정, TCA 회로, 전자 전달계의 세 과정으로 나누어 살필 수 있다.
- 해당: 해당 과정은 한개의 포도당 분자를 두개의 피루브산(Pyruvic acid)으로 분리하는 일련의 생화학과정으로 10 종류의 효소가 이 과정에 관여한다. 이 화학 반응에서 포도당의 분해 결과 발생한 에너지는 2개의 ATP에 저장된다. 포도당의 해당 과정은 아래의 화학식으로 표현될 수 있다.

| C6H12O6 → 2C3H4O3 + 2NADH2 + 2ATP |

- TCA 회로: 해당 과정에서 만들어진 피루브산은 세포 내의 미토콘드리아로 옮겨진다. 미토콘드리아에서 피루브산은 탈수소효소와 탈탄산효소에 의해 이산화탄소와 수소 원자로 분해되며 이 과정에서 하나의 ATP가 생성된다. 또한 이때 발생하는 이산화탄소는 혈액에 의해 운반되어 호흡기관을 통해 몸 밖으로 배출 된다. TCA 회로에서 일어나는 화학 반응은 아래와 같다.

| C3H4O3 → 3CO2 + 4NADH2 + FADH2 + ATP |

- 전자전달계: 해당과정과 TCA 회로에 의해 분리된 수소 원자는 미토콘드리아 내막으로 운반되어 수소 이온이 되며, 전자전달계라 불리는 일련의 과정을 통해 산소와 결합하여 물을 만들고 이 과정에서 발생한 에너지가 ATP 합성효소에 전달되어 ATP가 생성된다.[6]

| 24H + 6O2 → 6H2O + 34ATP |

내호흡을 통해 만들어진 ATP는 갖가지 생명 활동에 에너지를 공급한다. ATP는 하나의 인산이 분리되어 ADP가 되며 이 과정에서 발생한 에너지가 생명 활동에 쓰인다.

## 같이 보기
- 호흡 기관
- 허파
- 아가미
- 호흡곤란
- 심호흡